# 比川九节木定碱
比川九节木定碱（英語：Psychotridine），简称九节定，是存在于一些九节属植物中的生物碱，包括P. colorata、P. forsteriana、P. lyciiflora、 P. oleoides和P. beccarioides。其具有镇痛作用，为非竞争性NMDA受体拮抗剂，在体外能抑制地佐环平与皮质膜结合，且这种抑制作用具有剂量依赖性。